# Paraxarnuta bambusae
Paraxarnuta bambusae är en tvåvingeart som beskrevs av Hardy 1973. Paraxarnuta bambusae ingår i släktet Paraxarnuta och familjen borrflugor. Inga underarter finns listade i Catalogue of Life.